# Bar Labirintho
O Labirintho é um bar histórico da cidade do Porto, com uma decoração extremamente cuidada e onde tocaram bandas como os The Gift (banda).